# Nicole Dollanganger
Nicole Bell (nascida em 8 de setembro de 1991), mais conhecida por seu nome artístico Nicole Dollanganger, é uma cantora, compositora e artista canadense que atualmente reside em Whitchurch-Stouffville, no Canadá. Ela começou a postar músicas originais no Tumblr em meados de 2011, e escreveu e gravou seus primeiros quatro discos em seu quarto enquanto estava doente em repouso na cama.Nicole é conhecida por sua voz de canto agudo e aparência infantil. Ela também é conhecida por suas letras, que incluem temas de gore, estupro, sexo e BDSM, depressão, auto-dano, entre outros tópicos.
Em 2015, tornou-se caracterizada na Grimes' Eerie Organization, uma colaboração criada unicamente com a finalidade de liberar o álbum de Dollanganger, Natural Born Losers. Mais tarde, ela foi para ajudar Grimes no Rhinestone Cowgirls Tour no outono. Nicole também ganhou o apoio do rapper underground XXXTENTACION que usou um sample de sua música "Poacher's Pride"  e colaborou com ela em uma canção para o seu um de seus próximos LPs.
O nome artístico de Nicole "Nicole Dollanganger" é uma referência à série de novelas de Dollanganger por V. C. Andrews. Outra inspiração de Dollanganger foi a assassina Theresa Knorr e o estuprador David Parker Ray, em sua faixa In the Land, de Natural Born Losers. Em Dahmer and the Limbs, ela inspira-se em Jeffrey Dahmer. Sua canção "I.S.W.M.U.O.M.W.N." foi inspirada pela misteriosa e extremamente pouco conhecida história curta de Andrews: "I Slept with my Uncle on my Wedding Night".

## Carreira

### 2011-2014: Começos da carreira e gravações adiantadas
No início de 2012, Dollanganger foi hospitalizada por Anorexia nervosa e Anorexia atlética, e foi colocada em repouso na cama, onde começou a escrever e postar músicas em seu blog mais ativamente. Ela estava postando covers para o Tumblr e Myspace por cerca de um ano quando ela postou sua primeira canção "Coma Baby" em 2011. Ela diz sobre essa experiência, "Foi a primeira música que eu já escrevi e gravei por mim mesmo, então fiquei extremamente nervosa com tudo isso, decidi publicá-lo e apagar alguns minutos depois, só naqueles poucos minutos recebi uma quantidade esmagadora de encorajamento e apoio". Foi incluída mais tarde em seu primeiro álbum Curdled Milk (2012).
Durante os próximos dois anos, ela lançou Flowers of Flesh and Blood (2012), Ode to Dawn Wiener: Embarrassing Love Songs (2013), e Observatory Mansions (2014). Em 2013 e 2014, ela vendeu cada álbum em séries limitadas de CD-Rs e cassetes artesanais.

### 2015-2016: Organização Eerie eNatural Born Losers
Em 2015, Dollanganger abriu shows para Lana Del Rey e Grimes em seu show conjunto em Toronto. Grimes anunciou mais tarde a Eerie Organization, alegando ter iniciado uma colaboração para lançar o álbum de Dollanganger, Natural Born Losers. "É um crime contra a humanidade por estas músicas não serem ouvidas", afirmou. No final de 2015, Dollanganger foi o suporte para Grimes 'Rhinestone Cowgirls Tour. Rolling Stone apresentou-a como um dos "10 Novos Artistas que Você Precisa Conhecer", afirmando que suas "canções folclóricas góticas detalhando doenças mentais, armas, violência sexual, pobreza e morte são tão bonitas quanto brutais".
Em março de 2016, sua música "Chapel" foi destaque na trilha sonora do episódio 14 na sexta temporada da série de televisão The Walking Dead. Dollanganger embarcou mais tarde em uma excursão co-headlining com Elvis Depressedly e Teen Suicide no outono 2016.

### 2017-Presente: Hillbilly Noir, Touring, colaboração
O seguimento do LP da Dollanganger para Natural Born Losers, Hillbilly Noir, está previsto para ser lançado em 2017.
Em fevereiro de 2017, Dollanganger foi o suporte para a última etapa da turnê Forever da Code Orange. Sobre o tema da diversidade da programação da turnê, Jami Morgan declarou: "Independentemente do que as pessoas estão dizendo, eu gosto de contas misturadas. É nossa turnê. Estamos felizes por termos bandas que gostamos. Estou muito feliz com a mistura. Eu não acho que é algo que as pessoas vão conseguir ver todos os dias. Vai ser uma experiência muito chocante. E o nosso conjunto vai ser uma experiência chocante. E todo o show vai ser uma experiência chocante, de modo que é o que estamos todos". Ela também colaborou com banda grindcore Full of Hell para o seu próximo LP Trumpeting Ecstasy, em maio de 2017.

## Discografia

### Álbuns
- Curdled Milk (2012)
- Flowers of Flesh and Blood (2012)
- Ode to Dawn Wiener: Embarrassing Love Songs (2013)
- Observatory Mansions (2014)
- Natural Born Losers (2015)
- Heart Shaped Bed (2018)
- Married in Mount Airy (2023)

### EP's
- Columbine (2013)
- Unreleased (2014)
- BabyLand (2014)
- Greta Gibson Forever (2015)
- Covers (2016)

### Singles
- My Funeral Boy (2013)
- Open Love Letter to Glenn Danzig (2013)
- Christian Woman (2016)
- Chapel (2016)
- Have You Seen Me? (2016)
- Beautiful and Bad (2016)
- Observatory Mansions II (2016)
- I Slept With My Uncle On My Wedding Night (2016)
- Cute Aggression (2017)
- Lemonade (2018)
- Whispering Glades (2021)
- Gold Satin Dreamer (2022)
- Runnin'free (2022)